# Tomás Cordero
El arquitecto Tomás Cordero fue un destacado diseñador del orden neoclásico, el cual estaba muy en boga en esa época.
Tomás Cordero y Osio se graduó en 1895 en la Escuela Nacional de Bellas Artes y entre sus obras, además de la torre del reloj de Pachuca, se le conoce también el Salón de Jurados, diseñado hacia 1900, en la Ciudad de México.[cita requerida]
- Datos: Q6148456